# 34252 Orlovsky
34252 Orlovsky è un asteroide della fascia principale. Scoperto nel 2000, presenta un'orbita caratterizzata da un semiasse maggiore pari a 2,4500996 au e da un'eccentricità di 0,1480848, inclinata di 2,20058° rispetto all'eclittica.